# 蔡氏棘雙鰭鱨
蔡氏棘雙鰭鱨為輻鰭魚綱鯰形目倒立鯰科的其中一種，為熱帶淡水魚，分布於非洲剛果河流域，體長可達5.5公分，棲息在底層水域，生活習性不明。

## 扩展阅读
維基物種上的相關：蔡氏棘雙鰭鱨